# Euprepacris piperacipes
Euprepacris piperacipes är en insektsart som beskrevs av Marius Descamps 1983. Euprepacris piperacipes ingår i släktet Euprepacris och familjen Romaleidae. Inga underarter finns listade i Catalogue of Life.